# Куссета
Куссета (англ. Cusseta) — місто (англ. city) в США, єдиний населений пункт округа Чаттагучі штату Джорджія. Населення — 9565 осіб (2020). Відноситься до метрополії Колумбус штатів Джорджія та Алабама.

## Географія
Куссета розташована за координатами 32°20′51″ пн. ш. 84°47′17″ зх. д. / 32.34750° пн. ш. 84.78806° зх. д. (32.347445, -84.788021).  За даними Бюро перепису населення США в 2010 році місто мало площу 650,52 км², з яких 644,22 км² — суходіл та 6,29 км² — водойми.

## Демографія
Згідно з переписом 2010 року, у селищі мешкало 11 267 осіб у 2686 домогосподарствах у складі 2067 родин. Густота населення становила 17 осіб/км².  Було 3376 помешкань (5/км²).
Расовий склад населення:
| - 68,8 % — білих - 18,8 % — чорних або афроамериканців - 2,2 % — азіатів - 0,7 % — корінних американців - 0,6 % — вихідців з тихоокеанських островів - 4,4 % — осіб інших рас |

До двох чи більше рас належало 4,4 %. Частка іспаномовних становила 12,4 % від усіх жителів.
За віковим діапазоном населення розподілялося таким чином: 27,1 % — особи молодші 18 років, 69,2 % — особи у віці 18—64 років, 3,7 % — особи у віці 65 років та старші. Медіана віку мешканця становила 24,0 року. На 100 осіб жіночої статі у селищі припадало 166,5 чоловіків;  на 100 жінок у віці від 18 років та старших — 201,7 чоловіків також старших 18 років.
Середній дохід на одне домашнє господарство  становив 52 465 доларів США (медіана — 43 378), а середній дохід на одну сім'ю — 55 148 доларів (медіана — 44 787). Медіана доходів становила 32 371 долар для чоловіків та 27 731 долар для жінок. За межею бідності перебувало 11,5 % осіб, у тому числі 10,3 % дітей у віці до 18 років та 0,8 % осіб у віці 65 років та старших.
Цивільне працевлаштоване населення становило 2204 особи. Основні галузі зайнятості: публічна адміністрація — 22,5 %, освіта, охорона здоров'я та соціальна допомога — 20,5 %, науковці, спеціалісти, менеджери — 10,6 %, роздрібна торгівля — 10,2 %.

## Галерея

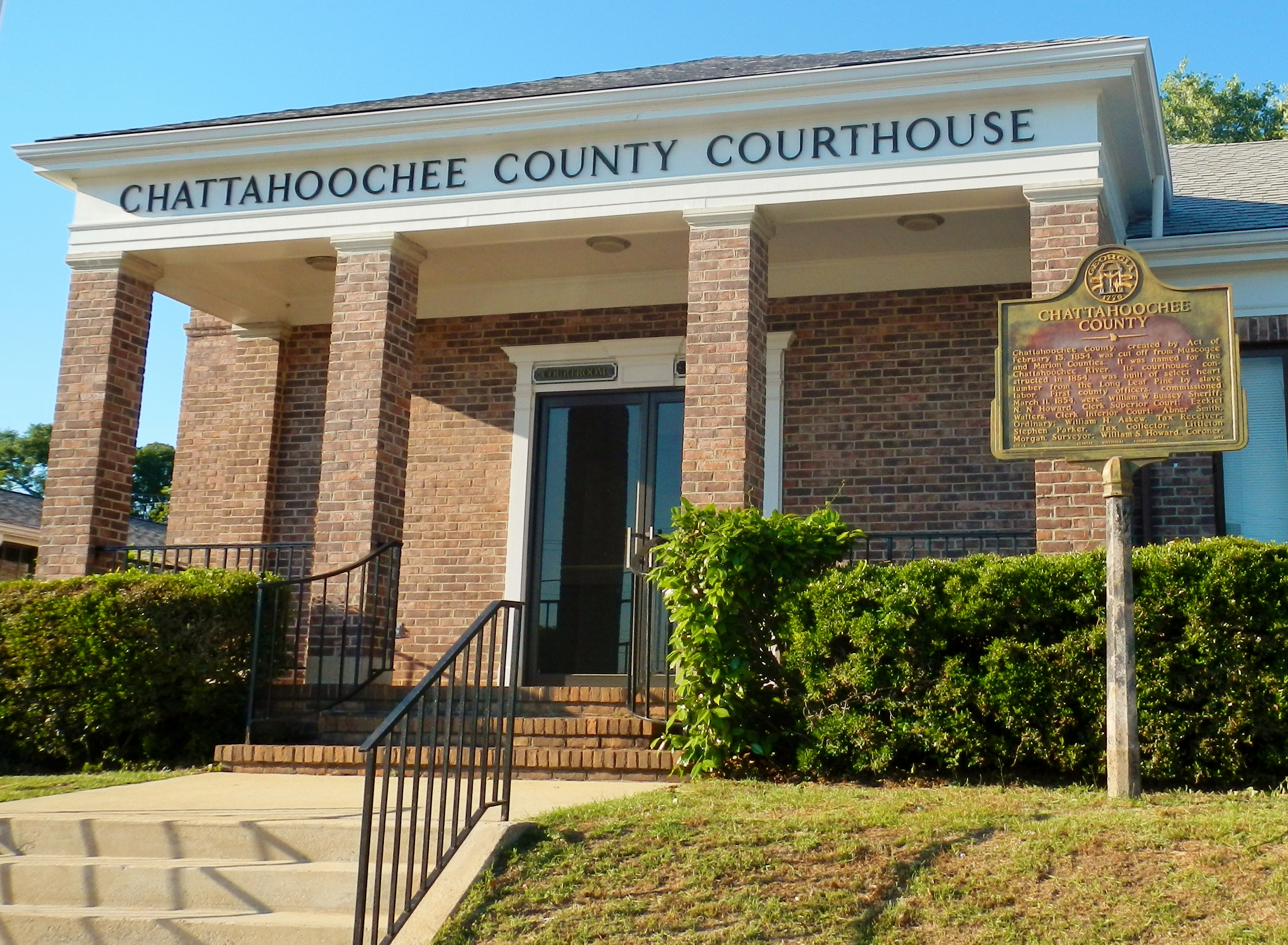
Будівля суду округу Чаттахуучі
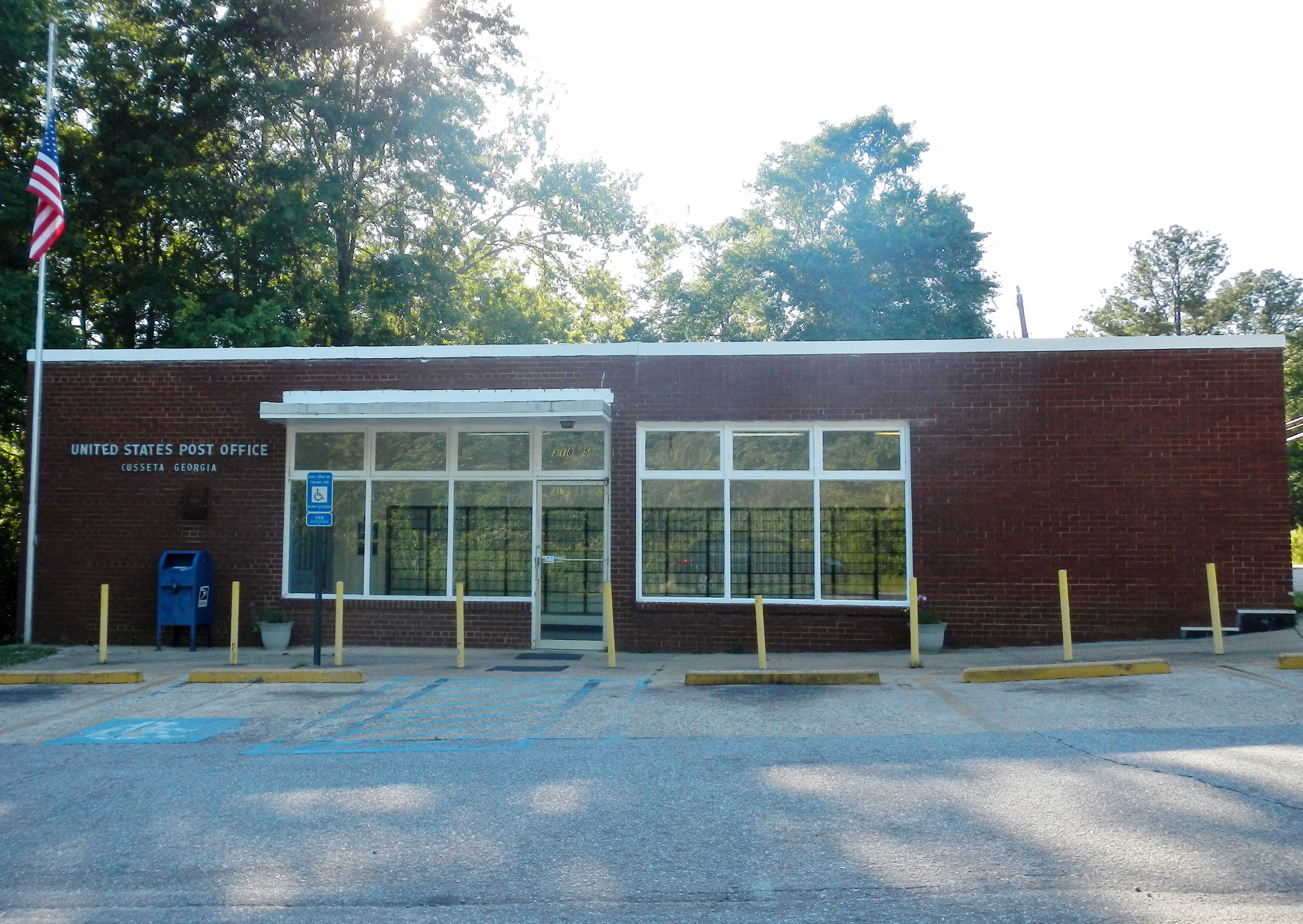
Поштове відділення
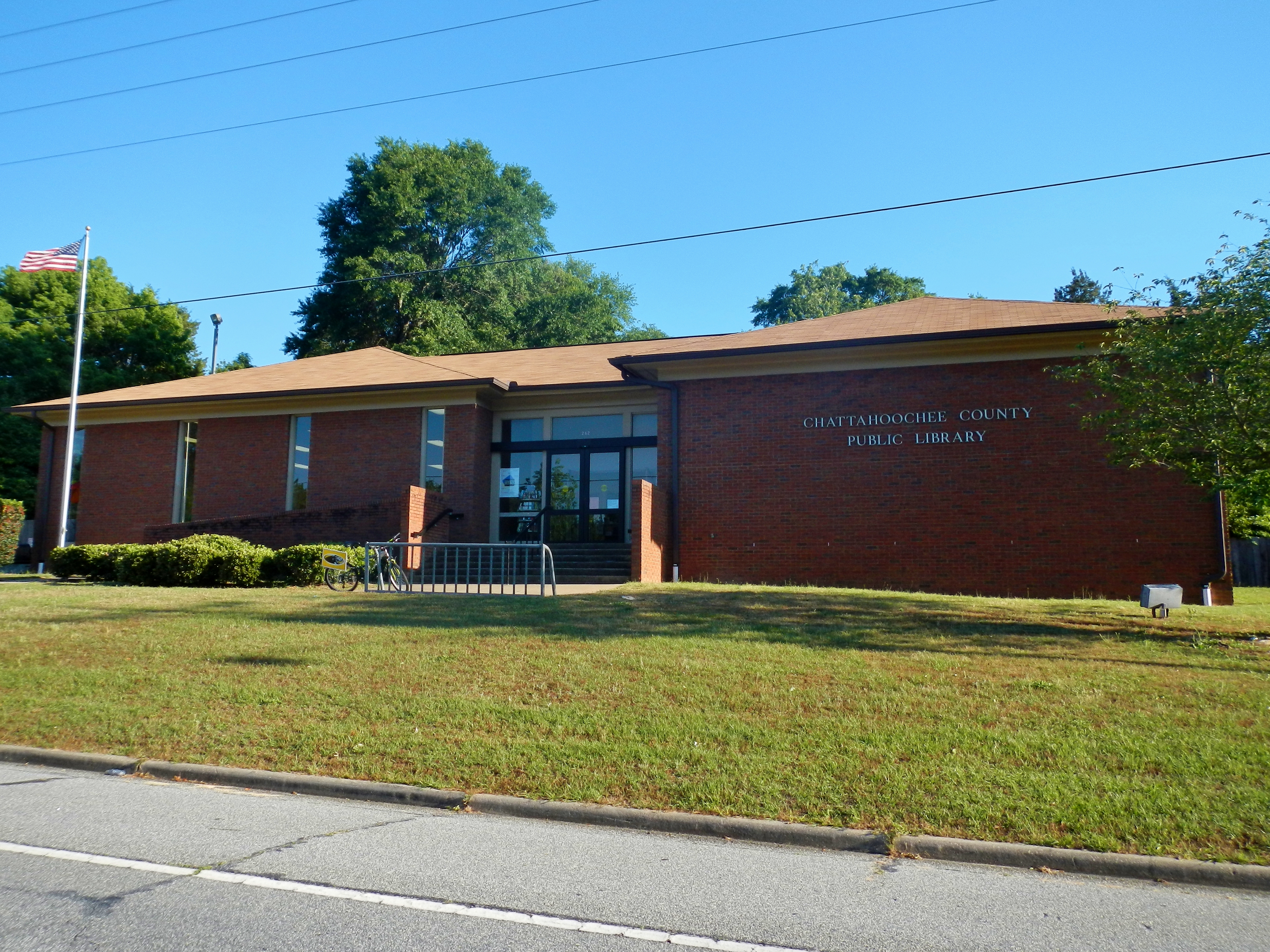
Публічна бібліотека
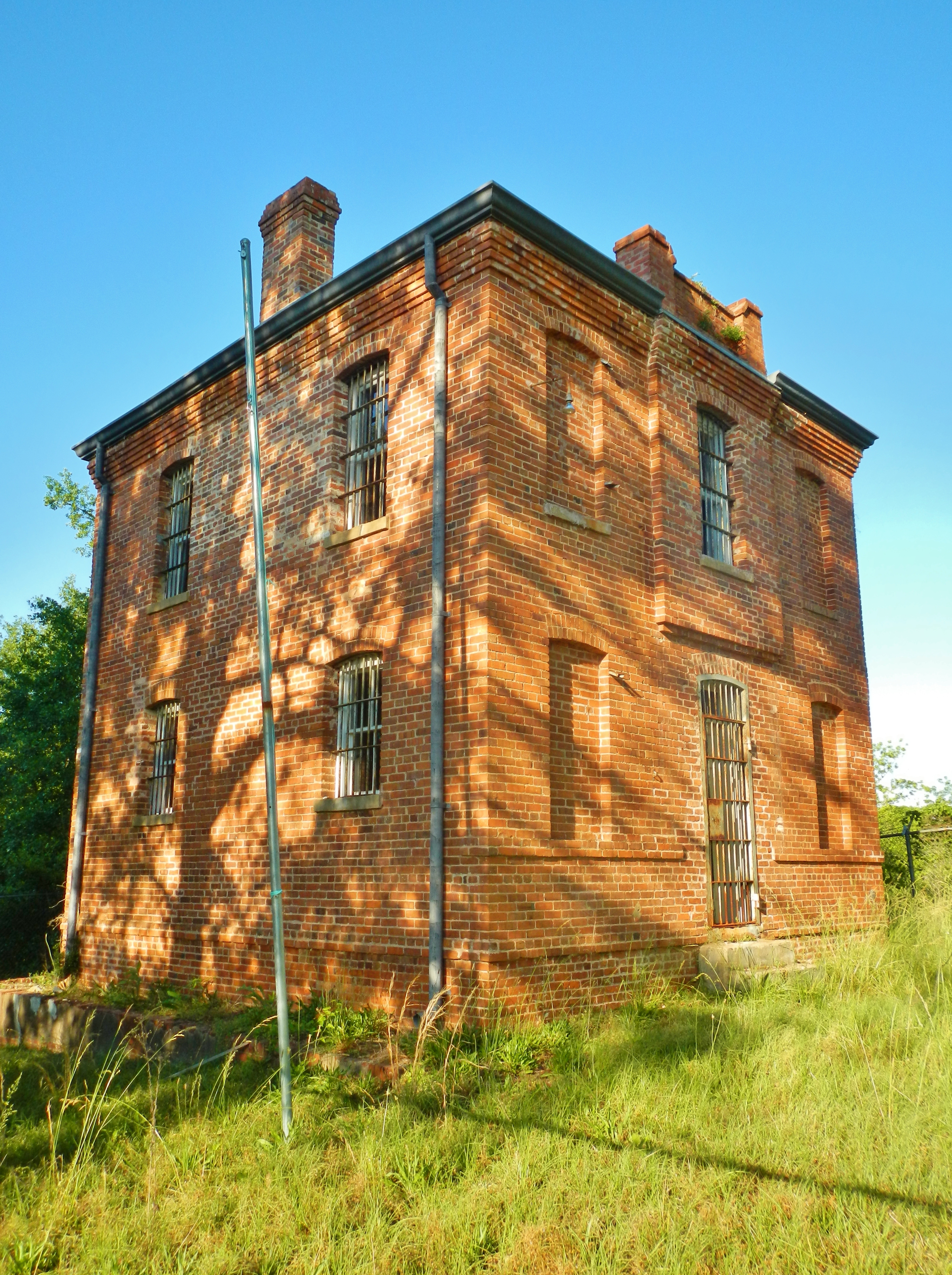
Побудована в Куссеті 1902 року двоповерхова вогнетривка в'язниця служила округу до 1975 року. Будівля включена в Національний реєстр історичних місць від 13 березня 1986 року
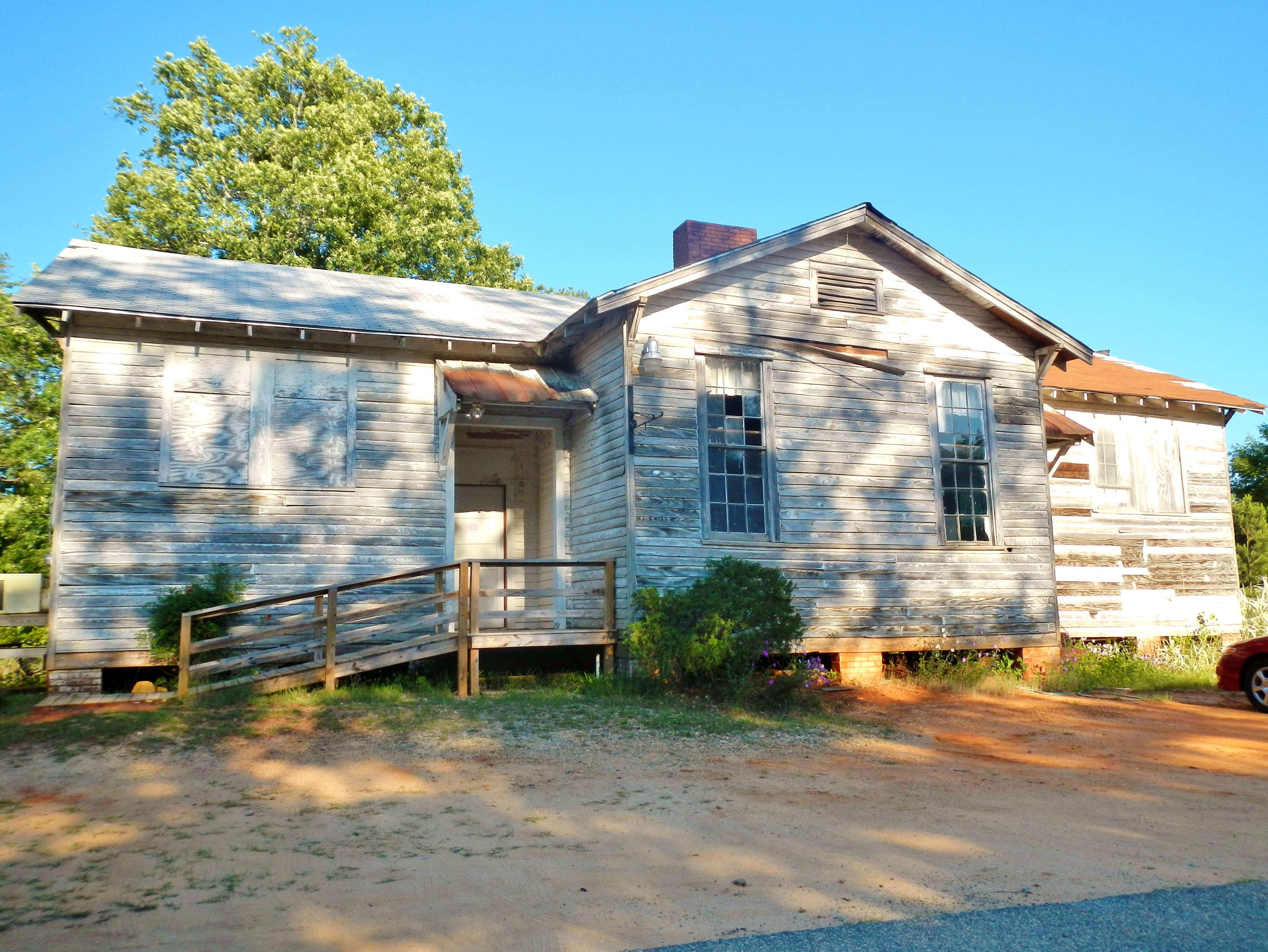
Школа побудована з 1929 по 1930 роках. Була включена в Національний реєстр історичних місць 15 квітня 2011
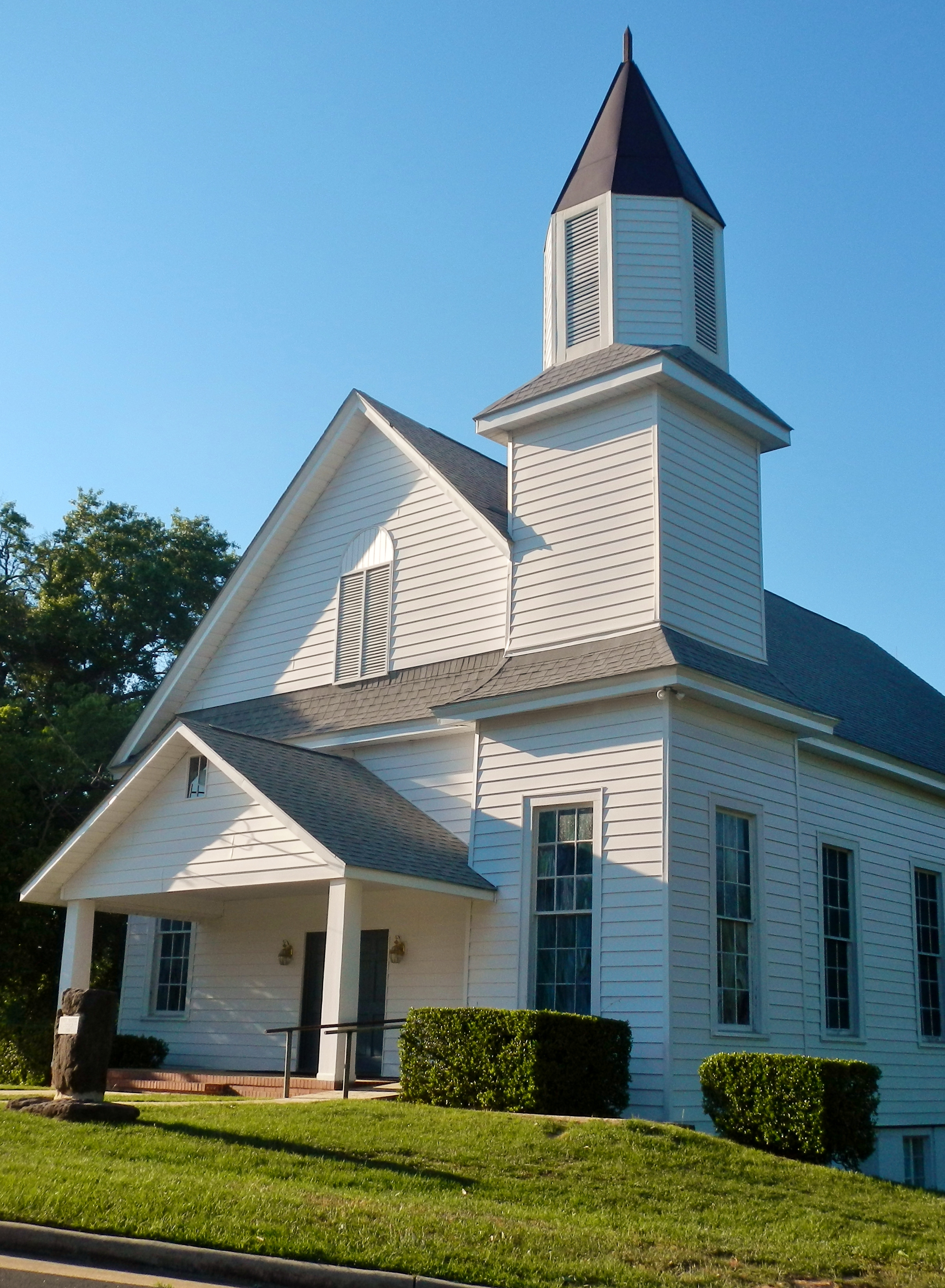
Перша баптистська церква, найстаріша церква в Куссеті, була створена 1839 року